# Tom Godwin
Tom Godwin (n. 6 iunie 1915, Arizona, SUA – d. 31 august 1980) a fost un scriitor american de literatură științifico-fantastică activ din anii 1950 până în anii 1970. A publicat trei romane și aproximativ treizeci de povestiri. El este cunoscut mai ales pentru povestirea „The Cold Equations”, pe care a publicat-o în 1954; această povestire a fost cea de-a patra creație literară a lui Godwin care a fost publicată, iar sfârșitul ei întunecat și controversat a contribuit la redefinirea genului.

## Biografie

### Tinerețe și educație
Godwin s-a născut în anul 1915 în statul american Maryland. A avut o copilărie grea, marcată de multe pierderi și suferințe. La vârsta de cinci ani, sora lui mai mică a murit în urma unei împușcături accidentale care a avut loc în timp ce el „se juca cu arma care a ucis-o”. După moartea mamei sale, a fost crescut de tatăl său, cu care nu a avut o relație prea bună. A abandonat cursurile școlare după clasa a III-a, dar a continuat să învețe singur alte materii pentru a-și extinde cunoștințele și a putea scrie povestiri mai bune.

### Viața personală
Godwin a suferit de o afecțiune a coloanei vertebrale cunoscută sub numele de cifoză, care avea ca rezultat o curbură a coloanei vertebrale și îl făcea să pară cocoșat. A servit câteva luni în armată, dar apoi a fost demobilizat din cauza agravării afecțiunii coloanei vertebrale. La începutul anilor 1960 Godwin locuia împreună cu tatăl său într-o zonă îndepărtată din nord-vestul Arizonei, unde se ocupa cu scrisul și cu confecționarea unor instalații de extragere a aurului pe care le vindea. În vara anului 1961 a cunoscut-o pe viitoarea sa soție, Laureola Godwin, iar apoi pe fiica ei vitregă în vârstă de 12 ani, pe care a adoptat-o mai târziu, Diane Godwin Sullivan, cu ocazia vânzării unei instalații de extragere a aurului. Două dintre personajele principale ale celui de-al doilea roman al său, The Space Barbarians, au fost inspirate dipă soția și fiica sa adoptivă. Godwin a lucrat o scurtă perioadă de timp în cadrul administrației fondului forestier din statul Washington. Soția lui a murit în urma unui atac de cord la începutul anilor 1970, iar decesul ei a avut un impact puternic asupra lui pentru tot restul vieții. După ce a locuit cu fiica sa adoptivă și cu familia ei în Texas câtva timp după moartea soției sale, Godwin s-a mutat mai apoi în statul Nevada.

### Moartea
De-a lungul vieții sale, Godwin s-a luptat cu abuzul de alcool și a obținut unele succese în încercarea de a controla acest viciu. Moartea soției sale l-a determinat în cele din urmă să fie „mistuit” de băutură, ceea ce i-a provocat multe probleme de sănătate. Godwin a murit într-un spital din Las Vegas în vara anului 1980. Nu avea nicin act de identitate asupra sa, așa că trupul său a fost ținut într-o casă mortuară până când un prieten de-al său, care era asistent medical, a aflat de moartea sa și a contactat-o pe fiica sa adoptivă, Diane.

## Lucrări

### Romane
Seria Ragnarok:
- The Survivors (Gnome Press, 1958; cunoscut și ca Space Prison, Pyramid Books, 1960)
- The Space Barbarians (Pyramid Books, 1964)

Altele:
- Beyond Another Sun (Curtis, 1971)

### Povestiri

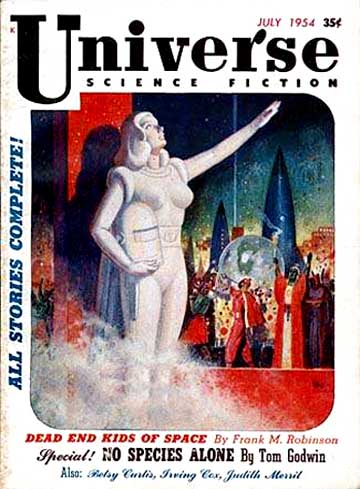
Nuveleta „No Species Alone” a fost publicată abia în numărul din noiembrie, în ciuda faptului că a fost prezentată pe copertă în numărul din iulie 1954 al revistei '.

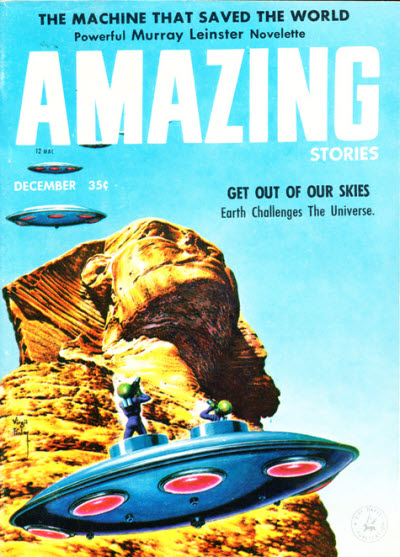
„The Nothing Equation” a lui Godwin a fost prima sa povestire care a fost publicată în Amazing Stories. A apărut în numărul din decembrie 1957 al revistei.

- „The Gulf Between”, în Astounding, octombrie 1953
- „Mother of Invention”, în Astounding, decembrie 1953
- „The Greater Thing”, în Astounding, februarie 1954
- „The Cold Equations”, în Astounding, august 1954
- „No Species Alone”, în Universe, noiembrie 1954
- „You Created Us”, în Fantastic Universe, octombrie 1955
- „The Barbarians”, în If, decembrie 1955
- „Operation Opera”, în Fantasy and Science Fiction, aprilie 1956
- „Brain Teaser" in If, October 1956
- „Too Soon to Die” (inspirată din romanul The Survivors), în Venture, martie 1957
- „The Harvest”, în Venture, iulie 1957
- „The Last Victory”, în If, august 1957
- „The Nothing Equation”, în Amazing, decembrie 1957
- „The Wild Ones”, în Science Fiction Stories, ianuarie 1958
- „My Brother - The Ape”, în Amazing, ianuarie 1958
- „Cry From a Far Planet”, în Amazing, septembrie 1958
- „A Place Beyond the Stars”, în Super-Science Fiction, februarie 1959
- „Empathy”, în Fantastic, octombrie 1959
- „The Helpful Hand of God”, în Analog, decembrie 1961
- „...and Devious the Line of Duty”, în Analog, decembrie 1962
- „Desert Execution”, în The Man from U.N.C.L.E. Magazine, iulie 1967
- „The Gentle Captive”, în antologia de povestiri originale Signs and Wonders (1972)
- „She Was a Child”, în Mike Shayne Mystery Magazine, aprilie 1973
- „We'll Walk Again in the Moonlight”, în antologia Crisis (1974)
- „Backfire”, în Ed McBain's 87th Precinct Mystery Magazine, aprilie 1975
- „The Steel Guardian”, în Antaeus, primăvară/vară 1977
- „Social Blunder”, în Amazing, iulie 1977
- „Before Willows Ever Walked”, în Fantasy and Science Fiction, martie 1980

### Volume
Următoarele povestiri sunt adunate în cartea The Cold Equations & Other Stories Arhivat în 5 septembrie 2015, la Wayback Machine. ed. Eric Flint (Baen Books, 2004):
- The Survivors • roman
- „The Harvest” • povestire
- „Brain Teaser” • povestire
- „Mother of Invention” • nuvelă
- „...and Devious the Line of Duty” • nuveletă
- „Empathy” • nuveletă
- "No Species Alone” • nuveletă
- „The Gulf Between” • nuvelă
- „The Cold Equations” • nuveletă